# Саарестэ, Андрус
Андрус Кустас Саарестэ (эст. Andrus Saareste, до 1921 г. Сааберк, Сааберг; до 1935 г. Альберт Гельмут Густав; 18 июня 1892 года, Ревель, Российская империя — 11 мая 1964 года, Уппсала, Швеция) — эстонский учёный-лингвист.

## Биография
Сын купца. Окончил Ревельскую Александровскую гимназию (1912), с 1912 по 1913 год учился в Тартуском университете, а с 1913 по 1917 год — в Хельсинкском университете, с 1919 — снова в Тартуском университете, в 1921 году получил степень магистра.
В 1917—1919 годах работал учителем средней школы в Таллине.
Участник Войны за независимость Эстонии (1918—1920).
В 1920—1925 годах — преподаватель в Тартуской учительской семинарии и реальной школе.
В 1924 году защитил докторскую диссертацию («Лексические отношения на эстонских диалектах, I. Анализ», опубликованную в том же году в серии «Acta et Commentationes Universitatis Dorpatensis» B VI.1). В 1925 году он был адъюнкт-профессором в Тартуском университете, в 1925—1928 годах — экстраординарным профессором эстонского языка, а в 1928—1941 годах профессором, в 1940—1941 годах — заведующим кафедрой и научным сотрудником с 1942 года, в 1935—1936 годах — приглашенным профессором в университете Будапешта.
Был главным редактором журнала Eesti Keel (1924—1931) годах, председателем Академического общества родного языка с 1925 года (с перерывами), руководителем UT Estonian Language Archives и главой Эстонской энциклопедии.
При организации в 1938 году Эстонской академии наук в число первых 12 академиком назначен не был, хотя считался не менее достойным кандидатом, чем Юлиус Марк.
В 1944 году бежал в Германию, откуда в 1945 году переехал в Швецию, работал помощником архивиста в 1945—1947 годах. Получил государственную стипендию в Упсальском университете в 1947—1964 годах. В Швеции он участвовал в деятельности нескольких организаций, в том числе Эстонского научного института (EIT) и Эстонского научного общества в Швеции.

## Научные интересы
Андрус Саарестэ заложил надлежащую научную основу для преподавания эстонского языка в Тартуском университете и читал лекции по эстонским диалектам и фонетической истории эстонского языка, а также по морфологии, а затем по общей лингвистике. Организовал систематический сбор материалов на эстонском диалекте и проделал большую работу по составлению атласа эстонских диалектов и концептуального словаря.
Изучал эстонский словарь, историю эстонского письменного языка и особенно эстонских диалектов, был основателем и руководителем их запланированных коллекций и исследований, а также основателем и руководителем академических исследований и преподавания эстонского языка. В середине 1930-х годов начал собирать эстонские фамилии. Наиболее важными результатами его исследований стали составление атласа диалекта и концептуального словаря, а также цикл работ по природе и истории эстонского языка.
С 1922 года возглавлял языковой комитет Эстонского литературного общества Сааресте, а в 1924—1939 годах был заместителем председателя общества, 1930—1935 — членом комитета по изучению школьных учебников Министерства образования. Он был членом Совета по географическим названиям, основанного в 1938 году, членом совета Французского научного института, членом Парижского общества лингвистики и иностранным членом финно-угорского общества.
Переводил французскую литературу на эстонский язык (Гюстав Флобер, Вольтер, Альфонс Доде). Опубликовал более 70 научных работ.